# Kafrul
Kafrul är ett underdistrikt i Bangladesh. Det ligger i den centrala delen av landet. Huvudstaden Dhaka ligger i Kafrul.
Runt Kafrul är det i huvudsak tätbebyggt. Runt Kafrul är det mycket tätbefolkat, med 10 000 invånare per kvadratkilometer.